# نورمان كامبل
نورمان كامبل (بالإنجليزية: Norman Campbell)‏ هو ملحن ومخرج أمريكي وكندي، ولد في 4 فبراير 1924 في لوس أنجلوس في الولايات المتحدة، وتوفي في 12 أبريل 2004 في تورونتو في كندا بسبب سكتة.

## وصلات خارجية
- نورمان كامبل على موقع IMDb (الإنجليزية)
- نورمان كامبل على موقع ميوزك برينز (الإنجليزية)
- نورمان كامبل على موقع أول موفي (الإنجليزية)
- نورمان كامبل على موقع قاعدة بيانات الأفلام السويدية (السويدية)
- نورمان كامبل على موقع إن إن دي بي (الإنجليزية)
- نورمان كامبل على موقع قاعدة بيانات الفيلم (الإنجليزية)
- نورمان كامبل على موقع كينوبويسك (الروسية)